# 北永山駅
北永山駅（きたながやまえき）は、北海道（上川総合振興局）旭川市永山町14丁目にある北海道旅客鉄道（JR北海道）宗谷本線の駅である。電報略号はキヤ。事務管理コードは▲121804。駅番号はW32。
一部の普通列車のみが停車し、2020年3月14日改正時点で下り8本・上り9本のみ停車する。

## 歴史

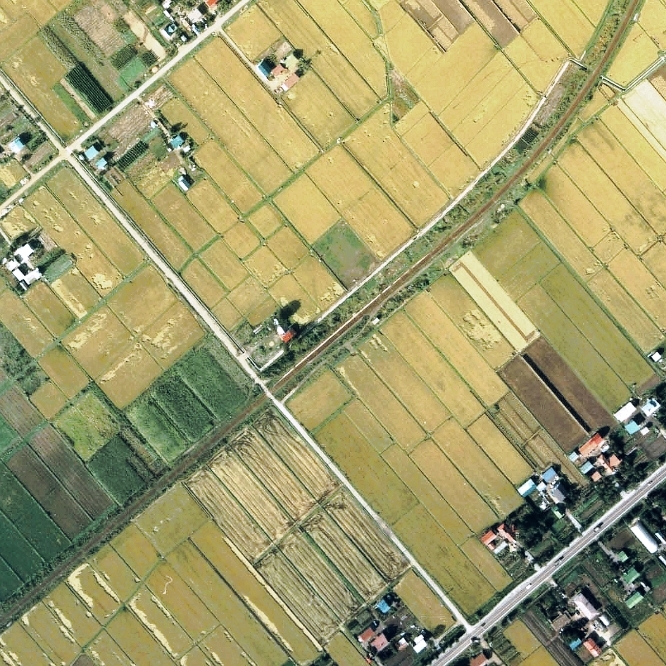
1977年の移転前の北永山駅と周囲約500m範囲。右上が名寄方面。現在の位置より600m名寄側の、当麻町との境界近く、石狩川橋梁へのカーブの手前にあった。旭川寄りの踏切横からホームを回りこむような小道を約100m程進んだ位置に待合室の白い屋根が見える。

現在の宗谷本線が開通した当初、永山駅 - 比布駅間はおよそ8 km に渡って駅が無かった。
当駅の設置は、永山村・当麻村・比布村・東鷹栖村（いずれも当時）の境界付近の住民から駅設置の要望が出されたことによって、仮乗降場が設置されたことに始まる。

### 年表
- 1947年（昭和22年）
  - 6月19日：永山村村長を会長とする「北永山駅設置期成会（事務局：永山村役場、以下、期成会）」を設置し、札幌鉄道局・旭川鉄道管理局へ陳情[5]。
  - 12月（日付不詳）：運輸省宗谷本線の永山駅 - 比布駅間に北永山仮乗降場（局設定）として新設開業[6][5]。
    - 当初の設置位置は「永山15丁目」であり、簡易なホームが設けられた[5]。
- 1948年（昭和23年）：同年より期成会から毎国会に普通停車場への昇格を請願[5]。
- 1949年（昭和24年）
  - 2月：地元住民の協力により待合室を新設（費用：20万円）し寄付[5]。
  - 6月1日：公共企業体である日本国有鉄道に移管。
- 1954年（昭和29年）4月：土盛りのプラットホームを設置[5]。
- 1959年（昭和34年）
  - 10月24日：駅への昇格が決定[5]。
  - 11月1日：駅に昇格[6]。北永山駅となる[6][5]。旅客のみ取扱い。
    - 駅として開業した時点での営業キロ程は旭川起点 12.0 km 地点[3][7]。

  - 11月4日：期成会解散[5]。
- 1987年（昭和62年）4月1日：国鉄分割民営化により、北海道旅客鉄道（JR北海道）の駅となる[6]。
- 1990年（平成2年）4月7日：旭川起点 11.4 km 地点（永山町14丁目地内）に移転改キロ（-0.6 km）[8]。
  - 同年、北海道旭川農業高等学校が新校舎を永山町14丁目に設置・移転したことに伴うもの[2][9]。

### 駅名の由来
「永山」の北部にあるため。

## 駅構造
1990年（平成2年）に移転後の駅は、稚内方に向かって右手に単式ホーム1面1線を有する地上駅。ホーム中央部分に待合所、稚内方に階段を有し駅施設外に連絡している。トイレは無い。
移転前の駅も、現在と同じくホームは線路の東南側（稚内方面に向かって右手側）で、待合所のみを有していた。

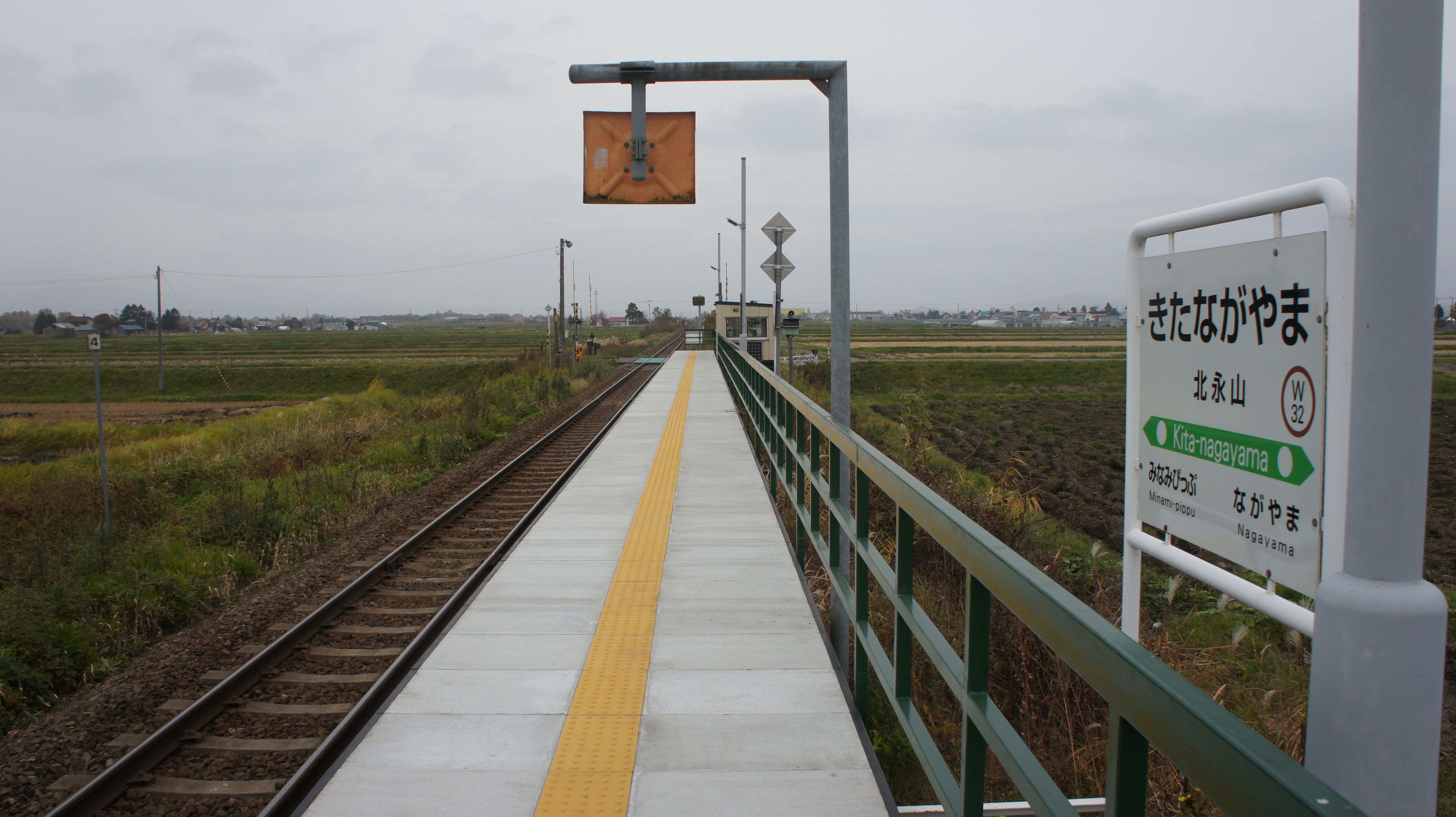
ホーム（2017年10月）
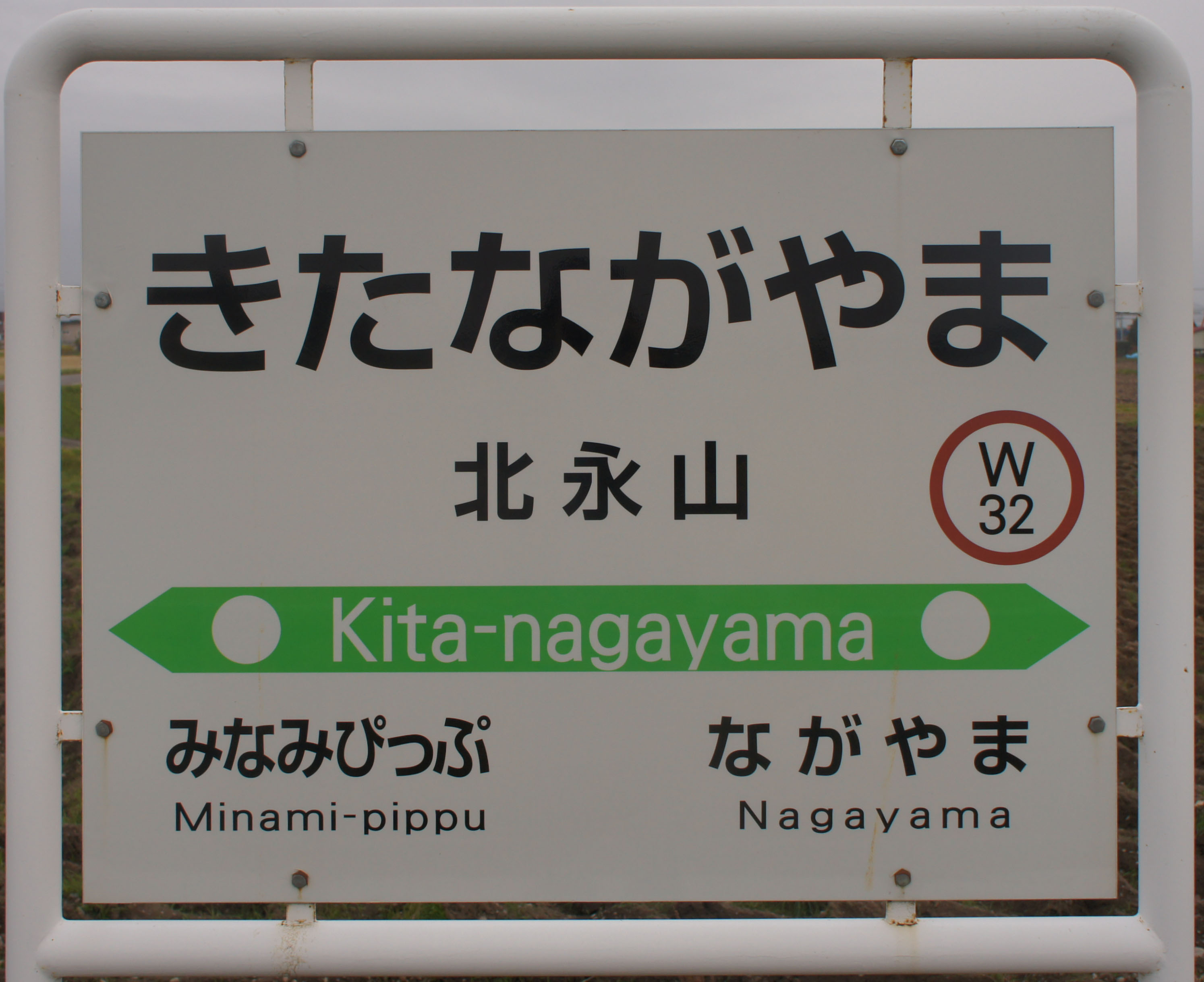
駅名標（2017年10月）

## 利用状況
乗車人員の推移は以下のとおり。年間の値のみ判明している年については、当該年度の日数で除した値を括弧書きで1日平均欄に示す。乗降人員のみが判明している場合は、1/2した値を括弧書きで記した。
また、「JR調査」については、当該の年度を最終年とする過去5年間の各調査日における平均である。
| 年度               | 乗車人員 | 乗車人員 | 乗車人員 | 出典       | 備考                               |
| 年度               | 年間     | 1日平均  | JR調査   | 出典       | 備考                               |
| ------------------ | -------- | -------- | -------- | ---------- | ---------------------------------- |
| 1978年（昭和53年） |          | 36.0     |          | [ 7 ]      |                                    |
| 1992年（平成04年） |          | (121.0)  |          | [ 2 ]      | 前々年に移転。1日平均乗降客数：242 |
| 2017年（平成29年） |          |          | 33.8     | [ JR北 1 ] |                                    |
| 2019年（令和元年） |          |          | 39.4     | [ JR北 2 ] |                                    |
| 2023年（令和05年） |          |          | 72.6     | [ JR北 3 ] |                                    |

## 駅周辺

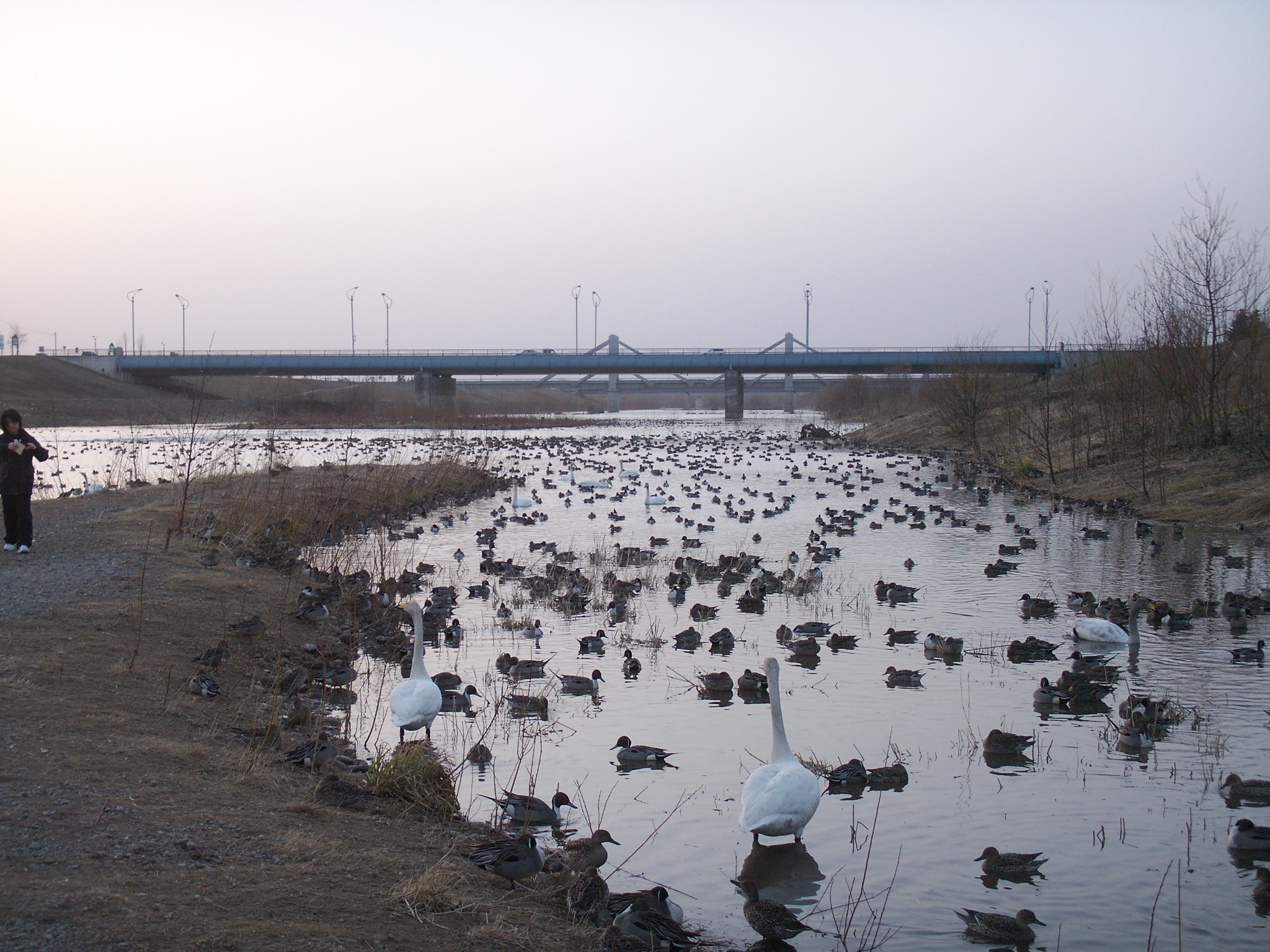
永山新川（国道39号牛朱別大橋とJR宗谷本線橋梁）

永山市街を出て、当麻町との境に近い、上川盆地の田園地帯の中にある。ホームからは大雪山系の山々が望める。
- 国道39号
- 北海道旭川農業高等学校 - 駅の南東1.2km
- 永山新川 - 牛朱別川（石狩川水系）の分水路。春・秋は白鳥などの渡り鳥が多数飛来する。
- 道北バス「永山14丁目」停留所

## 隣の駅
北海道旅客鉄道（JR北海道）
■宗谷本線
■普通（一部列車は当駅通過）
永山駅 (W31) - 北永山駅 (W32) - *南比布駅 (W33) ‐ 比布駅 (W34)
*:打消線は廃駅

### JR北海道
1. ↑  “駅別乗車人員（【別添資料】（2）宗谷本線（旭川・稚内間）の状況）” (PDF). 宗谷線（旭川～稚内間）事業計画（アクションプラン）.   北海道旅客鉄道. pp. 11-12 (2019年4月). 2019年4月18日時点のオリジナルよりアーカイブ。2019年4月18日閲覧。
2. ↑  “駅別乗車人員（【別添資料】（2）宗谷本線（旭川・稚内間）の状況）” (PDF). 宗谷線（旭川～稚内間）第2期事業計画（アクションプラン）. p. 10 (2021年4月16日). 2021年4月19日時点のオリジナルよりアーカイブ。2021年4月29日閲覧。
3. ↑  “宗谷線(旭川・稚内間) 事業の抜本的な改善方策の実現に向けた実行計画(2024(令和6)～2026(令和8)年度)” (PDF).   北海道旅客鉄道 (2024年). 2024年9月8日時点のオリジナルよりアーカイブ。2024年9月8日閲覧。